# Niezwykłe przygody Adeli Blanc-Sec
Niezwykłe przygody Adeli Blanc-Sec (fr. Les Aventures extraordinaires d'Adèle Blanc-Sec, 2010) – francuski film akcji fantasy w reżyserii Luca Besson. Filmowa adaptacja francusko-belgijskiej serii komiksów Les Aventures extraordinaires d'Adèle Blanc-Sec Jacques'a Tardi.

## Opis fabuły
Akcja filmu rozgrywa się w Paryżu przed I wojną światową, w 1912 roku. W Muzeum Historii Naturalnej z jaja sprzed 136 milionów lat wykluwa się prehistoryczny pterodaktyl, siejąc spustoszenie wśród obywateli Paryża. Adèle Blanc-Sec (Louise Bourgoin), dziennikarka, zaraz po powrocie z Egiptu, gdzie poszukuje mumii lekarza faraona ma nadzieje pomóc miastu. Chce wraz z pomocą profesora Espérandieu (Jacky Nercessian) ożywić mumię aby ta uratowała jej siostrę Agatę (Laure de Clermont), która zapadła w śpiączkę po niefortunnym incydencie.

## Obsada
- Louise Bourgoin jako Adela Blanc-Sec
- Mathieu Amalric jako Dieuleveult
- Gilles Lellouche jako Inspektor Léonce Caponi
- Jean-Paul Rouve jako Justin de Saint-Hubert
- Jacky Nercessian jako Marie-Joseph Esperandieu
- Philippe Nahon jako Profesor Ménard
- Nicolas Giraud jako Andrej Zborowski
- Laure de Clermont jako Agata Blanc-Sec
- Gérard Chaillou jako Prezydent Armand Fallières
- Serge Bagdassarian jako Choupard
- Claire Perot jako Nini les Gambettes
- François Chattot jako Pointrenaud
- Youssef Hajdi jako Aziz

## Nagrody i nominacje
Cezary 2011
- najlepsza scenografia − Hugues Tissandier
- nominacja: najlepsze kostiumy − Olivier Bériot